# قائیندی (آق‌مولا)
قائیندی (به قزاقی: Kaindy) یک منطقهٔ مسکونی در قزاقستان است که در شهرستان زرندی واقع شده‌است. قائیندی ۴۰ نفر جمعیت دارد.